# Martha Tenzer
Martha (prénom d’usage Marthe) Sarah Tenzer, née le 30 avril 1920 à Anvers (Belgique) est une résistante et diplomate belge. Elle est connue pour avoir survécu à un emprisonnement au camp de Ravensbrück et pour avoir été une des pionnières dans la diplomatie belge[réf. nécessaire].
La promotion des diplomates stagiaires belges 2023-2025 porte son nom.

## Biographie
Elle est la fille d’Osjer Tenzer et de Matylda Neuberg, qui avaient émigré de Pologne au début du XXe siècle. 
Martha Tenzer commence juste avant et au début de la Seconde Guerre mondiale des études de philologie romane et obtient une agrégation dans cette matière,. Elle est ensuite arrêtée par la Gestapo en 1943 pour faits de résistance (plus précisément des faits de liaisons clandestines) et envoyée dans différentes prisons puis au Camp de concentration de Ravensbrück (Allemagne). Dans la Résistance, elle était connue sous le nom de « coccinelle ». Bien que juive, ses documents falsifiés lui permettent d’être considérée par les Nazis comme prisonnière politique Nacht und Nebel. Elle survit aux conditions de vie terribles (le camp a été libéré le jour de son 25e anniversaire) et aux mauvais traitements infligés aux prisonniers politiques, bien qu’elle ne pèse alors plus que 30kg et souffre de typhus, de dysenterie et de tuberculose. Elle est ensuite soignée dans un sanatorium suédois à Malmö.
En 1947, Martha Tenzer est une des premières femmes à réussir le concours diplomatique belge. Elle est alors envoyée à Paris, où elle travaille entre autres à la création de l’Organisation européenne de coopération économique (OECE), l’ancêtre de l’Organisation pour la coopération et le développement économique (OCDE). Sa carrière diplomatique belge l'envoie ensuite à Londres et à New York. Elle est affectée à ces postes en tant que femme, puis mère célibataire, car la diplomatie belge interdisait à l'époque aux femmes expatriées de se marier.
Martha Tenzer revient ensuite à Paris et y termine sa carrière comme fonctionnaire internationale au sein de l’OCDE. Reconnue pour son parcours de résistante et de diplomate, elle est titulaire de la Croix de Guerre belge avec palmes, et est décorée Commandeur dans l’Ordre de Léopold II, en 1977.
Elle prend sa retraite en 1985 et décède le 31 août 2001 à Levallois-Perret (France).
Elle est la mère de Nicolas Tenzer, haut fonctionnaire et essayiste français.